# Keld Nielsen
Keld Nielsen, danski rokometaš, * 12. december 1957, Köbenhaven.
Leta 1984 je na poletnih olimpijskih igrah v Los Angelesu v sestavi danske rokometne reprezentance osvojil 4. mesto.